# Harry Reeves
Harry Wendell Reeves (ur. 3 grudnia 1910 w Edwardsport, zm. 5 lutego 2001 w Andrews) – amerykański strzelec, olimpijczyk, multimedalista mistrzostw świata.

## Życiorys
Strzelectwo zaczął uprawiać w 1934 roku podczas służby w Marines. Zwyciężył wkrótce w Navy Championship, jednak w 1937 roku opuścił szeregi Marines i przystąpił do sił policyjnych w Detroit. Do Marines powrócił w 1941 roku na czas trwania II wojny światowej. W 1946 roku wstąpił do sił rezerwowych tej formacji i wrócił do policji w Detroit. Na emeryturę przeszedł w randze inspektora w 1964 roku.
Uczestnik Letnich Igrzysk Olimpijskich 1952. W swoim jedynym starcie zajął 30. miejsce w pistolecie dowolnym z 50 m. Reeves jest również 10-krotnym medalistą mistrzostw świata, w tym 4 razy złotym, 4 razy srebrnym i 2 razy brązowym. Najwięcej medali zdobył na mistrzostwach w 1949 roku (5). W mistrzostwach kraju w pistolecie zwyciężył 6 razy.
Był kierownikiem strzeleckiej reprezentacji Stanów Zjednoczonych podczas Igrzysk Panamerykańskich 1967, Letnich Igrzysk Olimpijskich 1968 i Igrzysk Panamerykańskich 1971. Był także asystentem kierownika podczas Mistrzostw Świata w Strzelectwie 1970 i Letnich Igrzysk Olimpijskich 1972. Jeden z turniejów organizowanych przez National Rifle Association of America nosi jego imię (Harry Reeves Memorial Trophy).

## Wyniki

### Igrzyska olimpijskie
| Igrzyska      | Konkurencja            | Wynik                        | Miejsce | Źródło |
| ------------- | ---------------------- | ---------------------------- | ------- | ------ |
| Helsinki 1952 | Pistolet dowolny, 50 m | 515 pkt. (89–86–84–80–84–92) | 30      | [ 1 ]  |

### Medale mistrzostw świata
Opracowano na podstawie materiałów źródłowych:
| Mistrzostwa       | Konkurencja                                   | Wynik                             | Miejsce |
| ----------------- | --------------------------------------------- | --------------------------------- | ------- |
| Buenos Aires 1949 | Pistolet dowolny, 50 m                        | 547 pkt.                          |         |
| Buenos Aires 1949 | Pistolet dowolny, 50 m, drużynowo             | 2616 pkt. (druż.)                 |         |
| Buenos Aires 1949 | Pistolet szybkostrzelny, 25 m                 | 564 pkt.                          |         |
| Buenos Aires 1949 | Pistolet szybkostrzelny, 25 m, drużynowo      | 2219 pkt. (druż.)                 |         |
| Buenos Aires 1949 | Pistolet centralnego zapłonu, 25 m, drużynowo | 2161 pkt. (druż.)                 |         |
| Oslo 1952         | Pistolet centralnego zapłonu, 25 m            | 579 pkt.                          |         |
| Oslo 1952         | Pistolet centralnego zapłonu, 25 m, drużynowo | 2304 pkt. (druż.) 579 pkt. (ind.) |         |
| Oslo 1952         | Pistolet szybkostrzelny, 25 m, drużynowo      | 2304 pkt. (druż.) 571 pkt. (ind.) |         |
| Caracas 1954      | Pistolet centralnego zapłonu, 25 m, drużynowo | 2316 pkt. (druż.) 579 pkt. (ind.) |         |
| Caracas 1954      | Pistolet dowolny, 50 m, drużynowo             | 2706 pkt. (druż.)                 |         |